# Sepuh Sargsjan

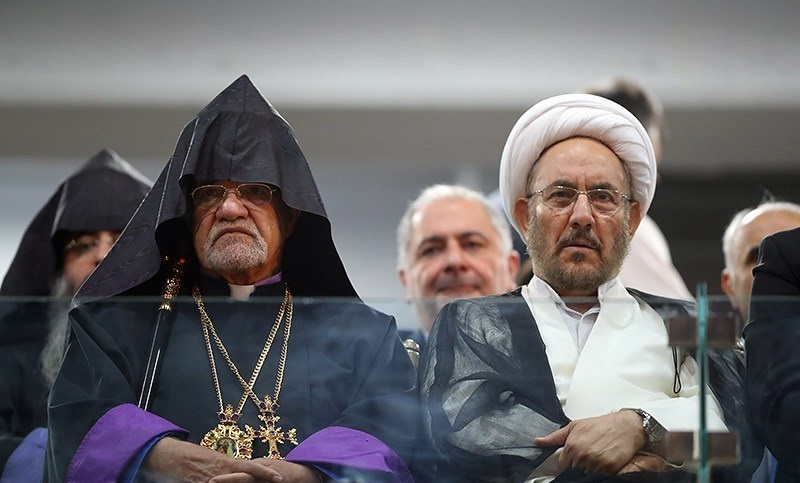
Eröffnungsfeier der Pan-Armenischen Spiele im Teheraner Ararat-Stadion am 13. September 2016: Sepuh Sargsjan (links) und Ali Younesi (rechts)

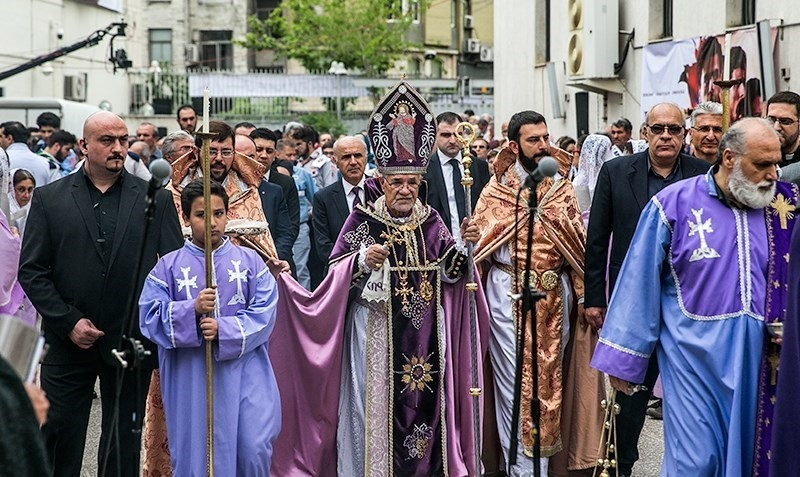
Erzbischof Sepuh Sargsjan (Mitte) vor der St.-Sarkis-Kathedrale in Teheran am Völkermord-Gedenktag, 24. April 2017

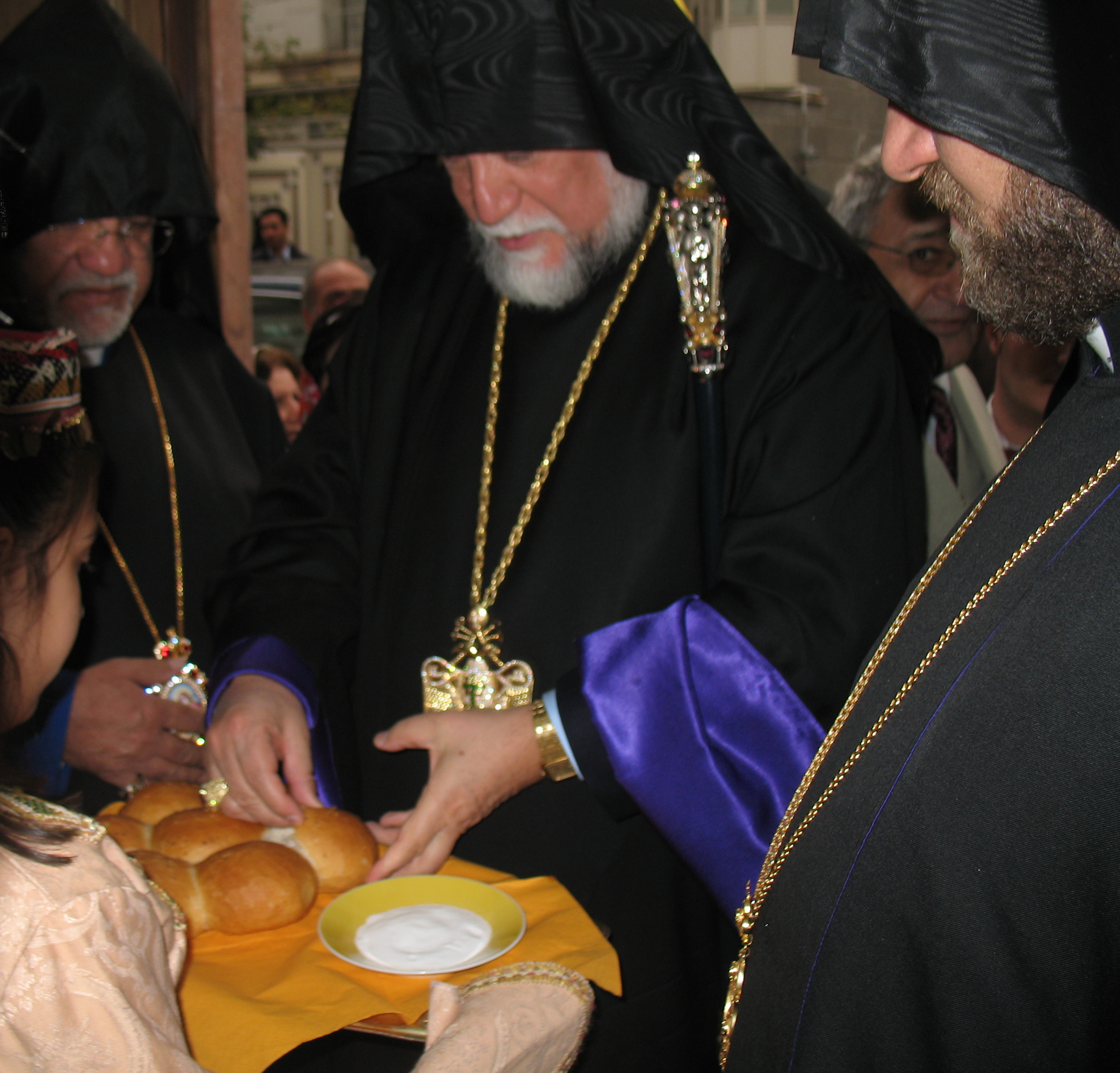
Sepuh Sargsjan (links) mit Aram I. (Mitte) bei dessen Besuch der Wartananz-Kirche in Teheran, 2008

Sepuh Sargsjan (traditionell Սեպուհ Սարգսեան, reformiert ostarmenisch Սեպուհ Սարգսյան) oder Sebouh Sarkissian (westarmenisch Սեբուհ Սարկիսյան, persisch سبوه سرکیسیان; * 1946 in Qamischli, Syrien) ist ein armenisch-apostolischer Geistlicher. Derzeit ist er Prälat und Erzbischof der armenischen Diözese Teheran, die ihren Sitz an der Sankt-Sarkis-Kathedrale in Teheran hat und dem Katholikat von Kilikien untersteht.

## Leben
Sebouh Sarkissian wuchs unter Armeniern in Qamischli an der Grenze zur Türkei mit Westarmenisch und Arabisch auf und besuchte die armenische Schule. 1961 begann er seine Priesterausbildung am armenischen Seminar des Katholikats von Kilikien in Antelias im Libanon. 1965 wurde er Diakon und erhielt 1968 die Priesterweihe. Von 1968 bis 1970 studierte er Arabische Literatur und Islamische Philosophie an der Sankt-Joseph-Universität in Beirut. Von 1970 bis 1974 arbeitete er als Pastor in Basra (Irak) und unterrichtete Armenische Sprache, Geschichte und Religion an einer irakisch-armenischen Schule. 1978 wurde er in den Rat der Kirchen des Mittleren Ostens berufen und war von 1978 bis 1998 als Generaldirektor der armenischen Sonntagsschulen in Libanon verantwortlich für den Religionsunterricht der armenischen Jugend. Von 1979 bis 1981 studierte er Christlich-muslimische Beziehungen an der Universität Birmingham, wo er 1981 den Titel des Master erlangte. 1997 wurde Sebouh Sarkissian vom Erzbischof Aram I. in den Internationalen Rat der Kirchen berufen. Er nahm an zahlreichen Konferenzen am Seminar von Antelias teil und war insbesondere für den Dialog zwischen Islam und Christentum verantwortlich. Er ist der einzige Priester des Katholikats von Kilikien mit einem Abschluss in Islamwissenschaften.
1992 empfing er die Bischofsweihe und war von 1992 bis 1998 Patriarchaler Vikar für Kuwait und die arabischen Golfstaaten. Von 1998 bis 1999 leitete er die armenische Diözese von Kuwait. Nach dem Tode des armenischen Erzbischofs von Teheran, des in Beirut geborenen Artak Manukian (1931–1999), wurde Sebouh Sarkissian zunächst zu dessen Stellvertreter (locum tenens) berufen, so dass er nunmehr für die Armenier in der Diözese Teheran verantwortlich wurde, und erreichte am 26. Dezember 1999 Teheran. Am 6. Juni 2000 wurde er auf der 11. Nationalen Repräsentativen Versammlung der armenischen Prälatur Teheran als einer von drei Kandidaten einstimmig zum Prälaten der armenischen Diözese Teheran gewählt und von Katholikos Aram I. bestätigt. Seitdem ist er Erzbischof der Diözese Teheran der Armenisch-Apostolischen Kirche.
Am 4. April 2016 hielt Sepuh Sargsjan einen Gedenkgottesdienst in der Sankt-Sarkis-Kathedrale in Erinnerung an die armenischen Soldaten, die bei Kämpfen in Bergkarabach mit den Streitkräften Aserbaidschans zwischen dem 1. und dem 4. April im Bergkarabachkonflikt umgekommen waren. Am 24. Juli 2017 wurde er in Stepanakert vom Präsidenten der Republik Arzach in Bergkarabach, Bako Sahakjan, empfangen.
In einem Interview mit der armenischsprachigen Teheraner Tageszeitung Alik im November 2016 drückte Sepuh Sargsjan seine Sorge über extremistische, islamistische Bewegungen im Mittleren Osten aus, die das Leben der orientalischen Christen bedrohen, doch betonte er, dass es im Gegensatz dazu für die armenischen Christen in der Islamischen Republik Iran möglich sei, in Frieden zu leben. Er grüßte dabei „unser tapferes Volk in Syrien und ganz besonders die syrisch-armenischen Kinder“.
Nach dem Angriff der aserbaidschanischen Streitkräfte auf Arzach am 27. September 2020 verurteilte Sepuh Sargsjan den „brutalen Angriff“ der Türkei und Aserbaidschans, der „Erzfeinde des armenischen Volkes“, die versuchten, „das heldenhafte Arzach zu erobern und die Arzach-Armenier zu vernichten“.